# Sveriges Spelmäns riksförbund
Sveriges Spelmäns Riksförbund, SSR, är en rikstäckande svensk folkmusikorganisation med cirka 6000 medlemmar organiserade i 23 landskapsförbund. Sveriges Spelmäns Riksstyrelse bildades 1947 av bland andra Knis Karl Aronsson, en känd riksspelman från Dalarna, som blev den första ordföranden. Det nuvarande namnet antogs 1951.

## Ordförande
1947–1950        Knis Karl Aronsson, Leksand
1951–1952        Jan-Martin Johansson, Stockholm
1953–1959        Henry Arnstad, Stockholm
1960–1977        Knis Karl Aronsson, Leksand
1977–1989        Erik Nilsson, Hudiksvall
1989–1994        Fred Hamberg, Sundsvall
1994–2000        Lars Jobs, Leksand
2000–2018        Margaretha Mattsson, Orsa
2018–                Hadrian Prett, Rättvik